# 東江陽郡
东江阳郡，亦名江阳郡，中国古代的郡。
东晋永和三年（347年）分江阳郡东部地置东江阳郡。治所在汉安县（今四川省泸州市西南纳溪县西二十里三江坝），属益州。南朝齐时辖境相当今四川泸州市及泸县、隆昌县、富顺县、合江县、纳溪县、江安县、兴文县、叙永县、古蔺县等县地和贵州赤水市、习水县等县市地。南朝梁梁武帝大同年间（535年—546年）废，其地还属江阳郡。隋文帝开皇三年（583）废江阳郡。